# Project Y
Proyect Y es un programa de televisión de telerrealidad israelí que emitió el canal Yes a mitad del año 2003. En este programa 15 personas convivían en una casa de 2 pisos, siendo grabados constantemente por cámaras de televisión las 24 horas del día, con el fin de llevarse el gran premio final para el ganador que era un viaje por toda Europa para dos personas. Al final el ganador del programa fue Firas Houri, quien era aficionado al cine y por lo que el colegio Yoram Levinstein le otorgó una beca completa para poder estudiar cine.
El ganador de la primera edición, Firas Houri, era de nacionalidad árabe, y el reality se realizó en las instalaciones del canal Yes, en la ciudad de Tel Aviv, en Israel. Las diferentes religiones y las rivalidades entre ambos países, que tiene lugar desde 1948, no se tuvieron en cuenta a la hora de elegir al ganador. Sus excompañeros lo designaron como el mejor amigo árabe, y se llevó el gran premio final.
La ganadora de la segunda edición fue Hilh Tibia, quien después de convivir en la casa durante 112 días fue elegida la mejor amiga árabe, y se llevó también como premio un viaje a Europa.